# 아동기 붕괴성 장애
아동기 붕괴성 장애(兒童期崩壞性障礙, 영어: childhood disintegrative disorder)는 전반적 발달 장애에 포함되는 질병으로 만으로 2, 3세부터 언어 기능등의 신체 발달이 지연되는 장애이다.